# Селма (Північна Кароліна)
Селма (англ. Selma) — місто (англ. town) в США, в окрузі Джонстон штату Північна Кароліна. Населення — 6317 осіб (2020).

## Географія
Селма розташована за координатами 35°32′37″ пн. ш. 78°17′39″ зх. д. / 35.54361° пн. ш. 78.29417° зх. д. (35.543495, -78.294247).  За даними Бюро перепису населення США в 2010 році місто мало площу 12,56 км², з яких 12,56 км² — суходіл та 0,00 км² — водойми.

## Демографія
Згідно з переписом 2010 року, у місті мешкали 6073 особи в 2215 домогосподарствах у складі 1444 родин. Густота населення становила 484 особи/км².  Було 2590 помешкань (206/км²).
Расовий склад населення:
| - 38,8 % — білих - 37,2 % — чорних або афроамериканців - 0,5 % — корінних американців - 0,2 % — азіатів - 0,1 % — вихідців з тихоокеанських островів - 20,3 % — осіб інших рас |

До двох чи більше рас належало 2,9 %. Частка іспаномовних становила 34,8 % від усіх жителів.
За віковим діапазоном населення розподілялося таким чином: 29,8 % — особи молодші 18 років, 59,6 % — особи у віці 18—64 років, 10,6 % — особи у віці 65 років та старші. Медіана віку мешканця становила 31,8 року. На 100 осіб жіночої статі у місті припадало 92,9 чоловіків;  на 100 жінок у віці від 18 років та старших — 89,5 чоловіків також старших 18 років.
Середній дохід на одне домашнє господарство  становив 30 934 долари США (медіана — 22 798), а середній дохід на одну сім'ю — 35 099 доларів (медіана — 23 709). Медіана доходів становила 22 376 доларів для чоловіків та 21 496 доларів для жінок. За межею бідності перебувало 42,7 % осіб, у тому числі 55,4 % дітей у віці до 18 років та 27,6 % осіб у віці 65 років та старших.
Цивільне працевлаштоване населення становило 2046 осіб. Основні галузі зайнятості: будівництво — 23,2 %, освіта, охорона здоров'я та соціальна допомога — 19,0 %, роздрібна торгівля — 15,5 %, мистецтво, розваги та відпочинок — 12,1 %.